# Kanton Villefranche-de-Lonchat
Kanton Villefranche-de-Lonchat (francouzsky Canton de Villefranche-de-Lonchat) je francouzský kanton v departementu Dordogne v regionu Akvitánie. Tvoří ho devět obcí.

## Obce kantonu
- Carsac-de-Gurson
- Minzac
- Montpeyroux
- Moulin-Neuf
- Saint-Géraud-de-Corps
- Saint-Martin-de-Gurson
- Saint-Méard-de-Gurçon
- Saint-Rémy
- Villefranche-de-Lonchat